# Камбург, Роман Аронович
Роман Аронович Камбург (род. 2 октября 1953) —  российский и израильский прозаик и поэт.

## Биография
Родился в Казани. Окончил Казанский медицинский институт. Доктор медицины, автор 70 научных работ на русском и английском языках.
С 1993 года живет в Израиле.
С 13 лет года пишет прозу и стихи, многие повести и рассказы переведены на иврит.

## Творчество

### Книги
- «Поэзия и проза врачевания», изд-во Казанского университета, 1991[1]
- «Миг», книга стихов, библиотека Матвея Черного, Тель-Авив, 2001
- «Восхождение», роман, изд-во А. Богатых и Э. Ракитской, Москва - Тель-Авив, 2007[2]
- «Партии с Богом», изд-во «MEDIAL», Ришон ле Цион, 2015
- «Сабрес», изд-во «RIDERO», Россия, 2019
- «Любовь по-израильски» (иврит: אהבה ישראלית), издательство «Офир Бикурим», 2020

### Избранные публикации в журналах
Стихи, рассказы и повести публиковались в различных журналах России, в том числе «Сура», Волга, портал «Золотое руно», Альманах «Связь времен», а также на русском языке в журналах разных стран: Германии -  «Поворот», «Мосты»,
«Литературный европеец», в американском журнале «Побережье» , в израильском журнале «22».
Рассказы и повести на иврите публиковались в израильских журналах «Швилим», «Нативим», «Мотив».
Рассказ «Бойня» к дням победы 8-9 мая 2021 был опубликован на сайте Бар-Иланского университета.
Роман Камбург - лауреат конкурса альманаха «Атланты» (Москва, 2015 год).

## Общественная деятельность
После начала войны в Газе проводит регулярные встречи с читателями и писателями в Ришон-ле-Ционе с минутой молчания по заложникам.

## Отзывы
- Сиги Кадош (Израиль): рецензия на книгу «Любовь по-израильски»[15]
- Интервью по поводу книги «Любовь по-израильски» в статье, посвященной неделе израильской книги[16]
- Отзыв писателя Татьяны Вьюгиной (Франция) на книгу «Сабрес»[17]